# أحمد السويحلي
أحمد السويحلي مجاهد ليبي، وهو شقيق رمضان السويحلي.

## الاعتقال
تم اعتقاله وأخيه سعدون السويحلي بمعتقل فندق بن إسماعيل في مصراتة يوم 7 نوفمبر 1915م عقب هزيمة الجيش الإيطالي بقيادة أمياني في معركة القرضابية وتم نقلهما بعد ذلك عن طريق البحر من ميناء قصر أحمد يوم 16 شهر يوليو 1915م إلى سجن القلعة بطرابلس، تم نفيهما إلى جزيرة سركوزا في إيطاليا.

## الإفراج عنه
أفرج عنهما بعد أربع سنوات عقب صلح سواني بني أدم حيث تم تبادل للأسرى في 26 شهر يونيو[متى؟]. ثم أسس في مصر جمعية عام 1362هـ تطالب بحكم ذاتي لليبيين.